# ナオミ・レモン
ナオミ・レモン（1972年7月29日 - ）は、山梨県出身のイラストレーター・漫画家。アメリカ、ミネソタ州在住。

## 概要
主にファッション雑誌やカルチャー誌で活躍する。
1990年代、ロックバンド「SEAGULL SCREAMING KISS HER KISS HER」のベーシスト“小山ナオ”として活躍した。イラストレーター転身後は安野モヨコの元でアシスタントをしていた。

## 作品リスト
- ナオミ・レモン作品集 Wonders Don't Care（1995年から2006年に手がけた作品を収録）
- えくすとりー夢（マリカ 2008年6月号 - 12月号〔休刊に伴い終了〕）
- 青春、残り５分です！(NYLON( カルエムジャパン)連載中)